# Ancylomenes
Ancylomenes (лат.) — род морских креветок из подсемейства Pontoniinae семейства Palaemonidae. Обитает на коралловых рифах. Был выделен из рода Periclimenes в 2010 году и с тех пор пополнился несколькими новыми видами. В ископаемом состоянии представители рода неизвестны.
Род был выделен для обособления группы видов близких к «Periclimenes aesopius» (теперь Ancylomenes aesopius). Представители рода широко распространены в теплых водах Мирового океана и живут в симбиозе со стрекающими, большинство из них — креветки-чистильщики.

## Классификация
На август 2016 года в род включают следующие виды:
- Ancylomenes adularans (Bruce, 2003)
- Ancylomenes aesopius (Spence Bate, 1863)
- Ancylomenes amirantei (Bruce, 2007)
- Ancylomenes aqabai (Bruce, 2008)
- Ancylomenes grandidens (Bruce, 2005)
- Ancylomenes holthuisi (Bruce, 1969)
- Ancylomenes kobayashii (Okuno & Nomura, 2002)
- Ancylomenes kuboi Bruce, 2010
- Ancylomenes longicarpus (Bruce & Svoboda, 1983)
- Ancylomenes lucasi (Chace, 1937)
- Ancylomenes luteomaculatus Okuno & Bruce, 2010
- Ancylomenes magnificus (Bruce, 1979)
- Ancylomenes okunoi Bruce, 2010
- Ancylomenes pedersoni (Chace, 1958)
- Ancylomenes sarasvati (Okuno, 2002)
- Ancylomenes speciosus (Okuno, 2004)
- Ancylomenes tenuirostris (Bruce, 1991)
- Ancylomenes tosaensis (Kubo, 1951)
- Ancylomenes venustus (Bruce, 1989)typus